# Federação de Futebol de Mato Grosso do Sul
A Federação de Futebol de Mato Grosso do Sul é a entidade que controla o esporte no Estado de Mato Grosso do Sul e representa os clubes sul-mato-grossenses na CBF.

A Federação Sul-matogrossense tem os piores resultados em se tratando de competições oficiais de futebol quando envolvem times do centro oeste, tendo os times do vizinho Mato Grosso conquistado mais destaque na atualidade, motivo de inveja e discórdias por parte dos torcedores de Campo Grande.

## História

### Origem do futebol em Mato Grosso do Sul
Mato Grosso via o futebol nascer oficialmente em 30 de agosto de 1938, com a fundação da Liga Esportiva Municipal de Amadores (LEMA), que mais tarde passou a se chamar Liga Esportiva Municipal Campo-grandense (LEMC), que duraram 40 anos, marcados pelo sucesso do futebol.
A exemplo de Campo Grande, Corumbá também praticava as mais variadas modalidades de esporte e ao mesmo tempo se organizava juridicamente, fundando a Federação Mato-grossense de Desportos, tornando-se entidade máster, até 1941, quando presidente da república Getúlio Vargas estabeleceu as primeiras bases para a organização do desporto em todo o país, tirando o controle esportivo de Corumbá e passando para a capital Cuiabá.
Era o início do sofrimento do futebol no sul do Estado. A confecção da lei não observava detalhes como os fatores geográficos brasileiros. Mato Grosso estava com uma distância de 700 km de sua mais importante cidade do interior, que era Campo Grande. Não havia estradas, nem telefones, prevalecendo rivalidades e bairrismos.
Entretanto, apesar de todos os percalços, as dificuldades foram sendo superadas. Foram formando-se comissões para resgatar o futebol que havia sido abandonado pelo norte. Uma dessas comissões, formada por Elias Gadia e Radio Maia, chegou até o Rio de Janeiro, fazendo sugestões e solicitações no intuito de buscar soluções para o futebol. Grandes nomes passaram pela presidência da Liga e todos, sempre, lutaram com abnegação para superar os obstáculos da caminhada pelo esporte.

### O primeiro congresso esportivo
Foi com alegria e entusiasmo que Campo Grande recebeu a notícia de que sediaria o 1° Congresso Esportivo, que se realizaria em setembro de 1963. Os dirigentes campo-grandenses se envolveram totalmente nos preparativos para o evento, afinal, além de ser a primeira vez que a cidade morena recebia um congresso de esportes, o presidente da Federação Nacional estaria em Campo Grande, no Centro Beneficente Português, local das atividades.
O ambiente era de festa. O Aeroporto Antônio João recebia inúmeros desportistas, ansiosos para dar as boas vindas ao presidente. E foi no dia 18 de setembro, que o Centro Português ficou lotado com os desportistas. Autoridades e importantes nomes do futebol estadual e nacional: representantes de cidades como Jardim, Corumbá, Três Lagoas, Dourados e Bela Vista.
O sucesso do evento foi tamanho que, no segundo dia de reunião, já havia sido marcado o II Congresso, que aconteceria em janeiro, dessa vez em Dourados. Discutiu-se também a realização dos campeonatos integrados. Era a profissionalização do esporte na região. O final do Congresso foi marcado por uma renovação nas esperanças dos participantes. Era a nova fase do futebol regional.
Entretanto, na primeira semana do mês de janeiro, tem-se a notícia, vinda de Cuiabá, através de um telegrama, que o presidente e o vice-presidente da Federação haviam sido afastados por cometer irregularidades. A dúvida pairava na mente de todos. Não se sabia ao certo se o verdadeiro motivo do afastamento era esse.
Cogitava-se que a razão autêntica era o ciúme e o desejo de vingança pelo primeiro congresso ter sido realizado na região sul. Era o fim das esperanças e o retorno do distanciamento da capital com o futebol no sul. Mas a persistências dos dirigentes não parou por aí.

### Uma nova fase
No ano de 1967, o Estado era marcado por um governo que, além de ter nascido no sul, preocupava-se com o esporte. A LEMC, formada por uma equipe homogênea, tinha como presidente Levy Dias. Foi no final da década de 60 que um grande sonho começa a ser idealizado: a construção de um estádio.
Possuir um estádio era uma questão de honra, pois os jogos aconteciam de forma amadora no Belmar Fidalgo. A idealização do estádio exigia empenho e dedicação em campanhas de sensibilização junto à população e ao governo. O início da construção do Morenão veio trazer uma nova época para o futebol. Época de otimismo, de esperanças, de uma nova mentalidade no esporte estadual.
Os times escolhidos para inaugurar o Morenão, em 1971, Flamengo e Corinthians, abrilhantaram o evento, pois em Campo Grande só havia times amadores. O tão sonhado estádio começava a sediar campeonatos importantes. Os primeiros times estaduais a se profissionalizarem foram o Operário Futebol Clube e o Esporte Clube Comercial, que passaram também a participar dos campeonatos nacionais. Após a profissionalização dos clubes, todos os campeonatos foram vencidos pelos times de Campo Grande, mostrando a força e evolução conseguida depois de anos de batalhas.

### Nasce a Federação de Futebol de MS
Um grupo de trabalho deu início a uma série de reuniões sigilosas com a ideia de criar uma instituição, que seria a Federação para Mato Grosso do Sul. As reuniões eram realizadas, geralmente, em fundos dos quintais de algumas residências. Entre uma reunião e outra, surge à ideia de fazer um Estatuto para a futura Federação. Em 1977, nasce o Estado de Mato Grosso do Sul, tendo Campo Grande como sua capital. E com isso, surge também a oportunidade de deslanchar a Federação.
Dentre muitas reuniões, uma realizada na residência do então presidente do E.C. Comercial decidiu que a assembleia geral de fundação seria em 10 de dezembro. A expectativa era grande. Já se passavam 40 anos de um trabalho árduo em prol do futebol e do esporte. Mesmo cansados, a esperança se renovava na mente e no coração de cada idealizador da Federação.
Entretanto, após saber de "estranhas" articulações com ligações esportivas locais, resolveu-se antecipar a data da assembleia para 3 de dezembro. O edital de convocação que circulava nas redações e que foi publicado no dia seguinte causava surpresa tanto para a imprensa quanto para a população.
O problema era saber a legalidade do fato, já que o governo de Mato Grosso do Sul só seria instalado no ano seguinte, em 1979. Dois dias antes da assembleia, um telex ameaça punir as ligas e clubes que participarem do evento. Foi aí que se decidiu convocar uma nova reunião, desta vez na sede do Operário, onde se confirmou à realização da assembleia.
Chega o grande dia. A sede do Clube Atlético Noroeste, onde foi realizada a assembleia, estava lotada. Como era esperada, a opinião geral foi favorável, não havia sido feita nenhuma objeção e, após, colher os votos, todos favoráveis, é declarada a fundação da Federação de Futebol de Mato Grosso do Sul. Marcelo Miranda Soares, que era o prefeito naquela época, estava presente, bem como presidentes das ligas de cidades do interior, representantes da Câmara Municipal, dirigentes de clubes, entre outros. Um sonho estava sendo realizado e, ao contrário do que parecia, não era o fim de um trabalho, mas a continuação de uma luta que já vinha há quatro décadas. Aí o motivo das lágrimas e da alegria incessante. Na segunda-feira, o Jornal Correio do Estado estampava a manchete: Federação foi criada: o futebol liberta-se.

## Diretoria atual[2]
- Presidente executivo: Francisco Cezário de Oliveira
- Vice-presidentes executivos:
  - Alisson Reuber Coenga Catanante
  - Aparecido José Damaceno
  - Aristides Cordeiro
  - José Alceu Padilha Bueno
  - Marco Antônio Tavares